# Mahurea
Genre
Classification phylogénétique
Mahurea est un genre de plantes à fleurs de la famille des Calophyllaceae (anciennement des Clusiaceae), comprenant 2 à 8 espèces amazono-guyanaises , et dont l'espèce type est Mahurea palustris Aubl..
Le nom Mahurea provient vraisemblablement du nom de la rivière du Mahury qui s'écoule entre Cayenne et Roura en Guyane.

## Protologue

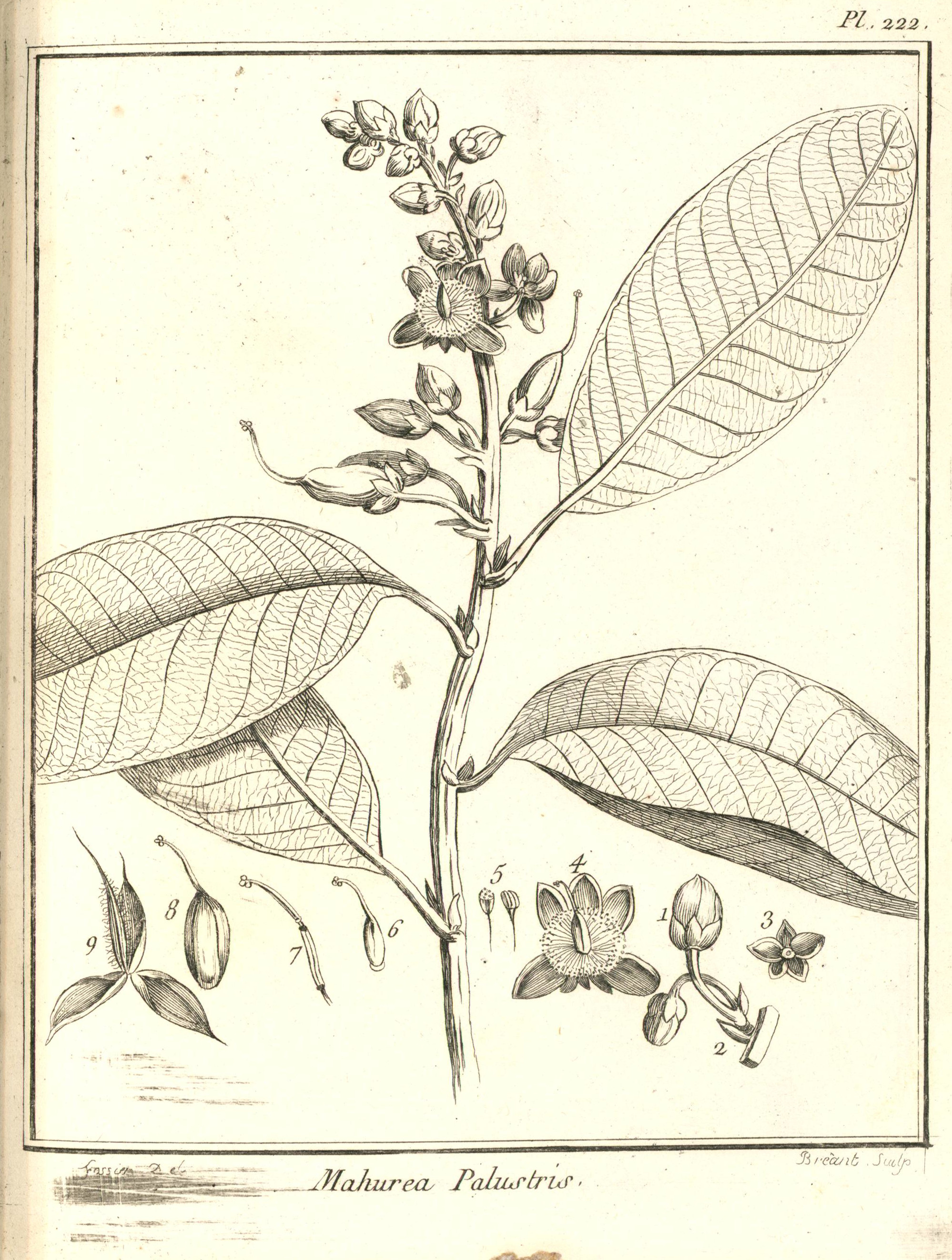
Mahurea palustris : Planche 222. accompagnant la description du genre Mahurea par Aublet (1775)
1. Bouton de fleur. - 2. Écailles. - 3. Calice. - 4. fleur épanouie. - 5. Étamines ſéparées. - 6. Ovaire, Style, Stigmate. - 7. Axe. qui porte le ſtyle. - 8. Capſule. - 9. Capſule ouverte en trois valves. Placenta garni de ſemences.

En 1775, le botaniste Aublet propose le protologue suivant : 
« MAHUREA. (Tabula 222.)
CAL. Perianthium monophyllum, quinquepartitum ; laciniis duabus majoribus, ſubrotundis, acutis.
COR. Petala quinque ; tribus minoribus, erectis, duobus majoribus, declinatis & remotis ; omnibus ovatis, acutis, concavis ; receptaculo ſtaminum & piſtilli inſerta.
STAM. Filamenta plurima (170), Anthersæ oblongæ, tetragonæ ; biloculares.
PIST. Germen oblongum, ovatum. Stylus incurvus. Stigma trigonum, obtuſum.
PER. Capsula ovata, trilocularis, trivalvis ; valvulis acutis, introrsùm dehiſcentibus.

SEM. plurima, nigra, oblonga, minuta, membranâ flavâ involuta, receptaculo triangulari affixa. »
— Fusée-Aublet, 1775.

## Liste d'espèces
Selon Tropicos (8 mars 2022) (Attention liste brute contenant possiblement des synonymes) :
- Mahurea casiquiarensis Spruce ex Benth., 1861
- Mahurea duckei Huber, 1913
- Mahurea exstipulata Benth., 1843
- Mahurea linguiformis Tul., 1847
- Mahurea palustris Aubl., 1775
- Mahurea sororopantepuiana Steyerm., 1952
- Mahurea speciosa Choisy, 1824
- Mahurea tomentosa Ducke, 1935